# Ramon Novarro
José Ramón Gil Samaniego (Victòria de Durango, Durango, 6 de febrer, 1899 - Hollywood, Califòrnia, 30 d'octubre, 1968), conegut com a Ramón Novarro, va ser un actor mexicà. Se'l reconeix com un dels grans Latin Lover del cinema mut nord-americà, així com per ser el primer actor llatinoamericà a triomfar a Hollywood.

## Biografia i carrera
Va néixer al si d'una família acomodada. El seu pare era dentista, i va fugir a Los Angeles després d'escapar de la Revolució mexicana. Cosí de Dolores del Río, Novarro va començar la seva carrera cinematogràfica el 1916 dirigit per Cecil B. DeMille; llavors complementava els seus ingressos treballant com a professor de piano, cambrer i cantant. El director Rex Ingram i l'esposa d'aquest, l'actriu Alice Terry, van començar a promocionar-lo com a rival de Rodolfo Valentino; va ser llavors quan Ingram li va suggerir canviar el cognom a Novarro. Ramon va triar el seu nom artístic en al·lusió a un amic, Gabriel Navarro, que dècades després seria avi del famós guitarrista de rock Dave Navarro.
Fins al 1923 Novarro no va començar a actuar en rols més importants. El seu paper a Scaramouche (1923) va significar per a ell el seu primer èxit important. El 1925 va aconseguir el seu major èxit com a protagonista a Ben-Hur, causant el seu vestuari gran sensació. Va ser allà quan Novarro va aconseguir l'estrellat d'elit de Hollywood i va ser erigit com a rival de Rodolfo Valentino. La seva rivalitat va ser difosa artificialment per la premsa, ja que en realitat Novarro i Valentino es coneixien molt poc. En morir Valentino prematurament el 1926, Ramón Novarro es va convertir en l'actor llatí més important del medi, i el canvi del cinema mut al sonor no va afectar el seu èxit. Es va especialitzar en musicals i el 1931 va arribar a co protagonitzar un dels títols clàssics de Greta Garbo: Mata Hari. Gaudia d'un bon nivell de vida i estava molt interessat en el negoci immobiliari, arribant a guanyar 10.000 $ a la setmana.
El 1934 va marcar una altra fita en la història del cinema en protagonitzar (dins de la pel·lícula The Cat and the Fiddle) la primera escena d'acció real de la història del cinema rodada a Technicolor de tres tires. Ja havia rodat algunes escenes a l'antic Technicolor de dues tires dins de Ben-Hur. En acabar el seu contracte amb MGM el 1935, el caixet de Ramón Novarro va començar a decaure, ja que es va negar a posar la seva vida en mans de Hollywood, ja que els productors i publicistes volien que Novarro contragués matrimoni per començar a callar els rumors sobre el seu empedreïda solteria. Va treballar esporàdicament en pel·lícules de sèrie B i també va provar sort a Broadway. El seu últim paper al cinema va ser a El pistoler de Cheyenne (original: Heller in Pink Tights (1960), amb Anthony Quinn i Sophia Loren.

## Vida personal
Novarro va tenir molts conflictes morals per la seva condició d'homosexual i catòlic, que el van portar a l'alcoholisme. Hi ha rumors que la MGM va intentar empènyer Novarro a un matrimoni lavanda ("lavender marriage" en anglès, matrimoni de conveniència per rentar la imatge pública d'un homosexual), cosa que va rebutjar. No obstant això, n'hi ha que —incloent-hi el biògraf de Novarro, André Soares— neguen que hagi existit aquesta coerció.
Alguns afirmen que Novarro va tenir una relació amb Rodolfo Valentino, tot i que Novarro va afirmar que amb prou feines es coneixien. Hollywood Babylon explica la història que Valentino li hauria regalat a Novarro un consolador art déco, que va ser trobat ficat en la seva gola després de ser assassinat; no obstant això, es creu que aquest regal mai no va existir.

## Assassinat
Novarro recorria als serveis de la prostitució masculina i va morir assassinat per un jove que alternava aquesta activitat amb la delinqüència, Paul Ferguson de 22 anys, i el seu germà acabat de sortir del reformatori, Thomas Ferguson de 17 anys. Ells creien que Novarro guardava una quantiosa suma de diners a la vivienda perquè dies abans havia presumit que faria unes obres de 5.000 dòlars al saló de casa seva. Els joves lladres no van trobar els diners que esperaven, i Paul, boxejador aficionat, després de lligar-lo amb un cable, va torturar i va colpejar Novarro fins a deixar-lo desfigurat per després desvalisar la casa, d'on només van robar 45 dòlars, mentre Novarro moria asfixiat amb la seva pròpia sang. Al mirall del bany va aparèixer escrit: «Les noies són millors que els maricons». Van pretextar al judici que l'actor els havia proposat relacions sexuals, i volien mostrar-ho com un pervertit. Van ser condemnats a cadena perpètua. L'actor està enterrat al cementiri Calvary a Los Angeles.

## Llegat
Novarro té la seva estrella al passeig de la fama de Hollywood, commemorant la seva contribució a la indústria fílmica el 6350 del Hollywood Boulevard.
A finals de 2005 el Wings Theatre a la ciutat de Nova York va ser seu de la premier mundial de "Through a Naked Lens" per George Barthel. L'obra va combinar fets i ficció per mostrar l'ascensió a la fama de Novarro i la relació amb el periodista hollywoodià Herbert Howe.

## Filmografia

### Cinema
| Actor - 1917 - The jaguar claw´s (EUA) - 1917 - The little american (EUA) - 1917 - The hostage (EUA) - 1917 - The woman God forgot (EUA) - 1918 - The goat (EUA) - 1920 - Los cuatro jinetes del Apocalipsis - 1921 - A small town idol (EUA) - 1921 - The concert (EUA) - 1921 - Man-woman marriage (EUA) - 1922 - Mr. Barnes of New York (EUA) - 1922 - Trifling women (EUA) - 1922 - The prisoner of Zenda /El prisionero de Zenda (EUA) - 1923 - Where the pavement ends /Donde termina el asfalto (EUA) - 1923 - Scaramouche (EUA) - 1924 - Thy name is women (EUA) - 1924 - The arab /El árabe (EUA) - 1924 - The red Lily (EUA) - 1925 - A lover´s oath /The rubaivat of Omar Khayyam (EUA) - 1925 - The midshipman (EUA) - 1925 - Ben-Hur: A tale of the Christ (EUA) - 1927 - The student prince in old Heidelberg /Old Heidelberg /The student prince (EUA) - 1927 - Lovers? (EUA) - 1927 - The road to romance /Romance (EUA) - 1928 - A certain young man (EUA) - 1928 - Forbidden hours (EUA) - 1928 - Across to Singapore/ Across the Singapore (EUA) - 1928 - The flying fleet (EUA) | - 1929 - Devil may-care (EUA) - 1929 - The pagan (EUA) - 1929 - In gay Madrid /En la casa de la Troya (EUA) - 1930 - Call of the flesh /Sevilla de mis amores /La sevillana (EUA, en español) - 1930 - Call of the flesh /Le chanteur de Séville (EUA, en francés) - 1930 - Call of the flesh /The singer from Seville (EUA, en inglés) - 1931 - Daybreak /El nuevo día (EUA) - 1931 - Son of India /El hijo de la India (EUA) - 1931 - Mata Hari (EUA) - 1931 - The Christmas party /A Christmas story (EUA) - 1931 - Wir schalten um auf Hollywood (EUA) - 1932 - Huddle /The impossible lover /Juventud triunfante (EUA) - 1932 - The Son-Daughter /Canción del Oriente (EUA) - 1933 - The barbarian /Man of the Nile /A night in Cairo /El árabe /Una noche en el Cairo (EUA) - 1934 - The cat and the fiddle /El gato y el violín (EUA) - 1934 - Laughing boy /Raza de bronce (EUA) - 1935 - The Night Is Young /La noche es azul (EUA) - 1937 - The sheik steps out /La novia del jeque (EUA) - 1938 - A desperate adventure /It happened in Paris (EUA) - 1940 - La comédie du bonheur /Ecco la felicitá /La comedia de la felicidad (Italia, Francia) - 1942 - La virgen que forjó una patria (México) - 1949 - We Were Strangers /Rompiendo las cadenas /Éramos desconocidos (EUA) - 1949 - The big steal (EUA) - 1950 - Crisis (EUA) - 1950 - The outriders (EUA) - 1960 - Heller in pink tights /El pistolero de Cheyenne /Su pecado fue jugar (EUA)}} |

Director
- 1930 - Call of the flesh /Sevilla de mis amores (EUA, en español)
- 1930 - Call of the flesh /Le chanteur de Séville (EUA, en francés)
- 1936 - Contra la corriente (EUA, en español)

Codirector
- 1930 - Call of the flesh /The singer from Seville (EUA, en inglés)

Productor
- 1936 - Contra la corriente (EUA, en español)

Argumentista
- 1936 - Contra la corriente (EUA, en español)

## Televisió
- 1950-1952 - The Ken Murray Show /The Ken Murray Budweiser Hour (EUA) [Episodio: #3.22 (02.Feb.1952)]
- 1954-1992 - Disneyland /Walt Disney's Wonderful World of Color (EUA) [Episodios: "Lawman or Gunman" (28.Nov.1958) y "Law and Order, Incorporated" (12.Dic.1958)
- 1960-1962 - Thriller (EUA) [Episodio: "La Strega" (15.Ene.1962)
- 1959-1965 - Rawhide /Cuero duro (EUA) [Episodio: "Canliss" (30.Oct.1964)]
- 1961-1966 - Dr. Kildare /Doctor Kildare (EUA) [Episodios: "Rome Will Never Leave You", Parte 1, 2 y 3 (12, 19 & 26.Nov.1964)
- 1962-1967 - Combat! /Hazañas Bélicas (EUA) [Episodios: "Silver Service" (13.Oct.1964) y "Finest Hour" (21.Dic.1965)]
- 1959-1973 - Bonanza (EUA) [Episodio: "The Brass Box" (26.Sept.1965)]
- 1965-1969 - The Wild Wild West /Jim West (EUA) [Episodio: "The Night of the Assassin" (22.Sept.1967)]
- 1967-1971 - El gran chaparral (The High Chaparral) (EUA) [Episodio: "A Joyful Noise" (24.Mar.1968)]

## Treballs citats
- Ellenberger, Allan R.; Ballerini, Edoardo (2005). The Valentino Mystique: The Death And Afterlife Of The Silent Film Idol. McFarland. ISBN 0-7864-1950-4.